# Бекзат Мустафіна
Бекзат Мустафіна (нар. 13 жовтня 1983) — казахська борчиня вільного стилю, бронзова призерка чемпіонату Азії.

## Життєпис
Боротьбою почала займатися з 2002 року.
Тренер — Болат Нурмагамбетов (з 2002).

## Спортивні результати на міжнародних змаганнях

### Виступи на Чемпіонатах світу
| Змагання                        | Збірна    | Вагова категорія          | Місце |
| ------------------------------- | --------- | ------------------------- | ----- |
| Чемпіонат світу з боротьби 2005 | Казахстан | жіноча боротьба, до 48 кг | 19    |
| Чемпіонат світу з боротьби 2006 | Казахстан | жіноча боротьба, до 51 кг | 19    |

### Виступи на Чемпіонатах Азії
| Змагання                       | Збірна    | Вагова категорія          | Місце  |
| ------------------------------ | --------- | ------------------------- | ------ |
| Чемпіонат Азії з боротьби 2004 | Казахстан | жіноча боротьба, до 51 кг | 5      |
| Чемпіонат Азії з боротьби 2005 | Казахстан | жіноча боротьба, до 48 кг | Бронза |